# Jewgeni Wiktorowitsch Nabokow
Jewgeni Wiktorowitsch Nabokow (russisch Евгений Викторович Набоков, wiss. Transliteration Evgenij Viktorovič Nabokov; * 25. Juli 1975 in Ust-Kamenogorsk, Kasachische SSR) ist ein ehemaliger russisch-kasachischer Eishockeytorwart sowie derzeitiger -trainer und -scout. Nabokow verbrachte den Großteil seiner von 1991 bis 2015 andauernden Karriere bei den San Jose Sharks aus der National Hockey League, hält dort diverse Franchise-Rekorde und gewann im Jahr 2001 die Calder Memorial Trophy. Darüber hinaus war er in der NHL, in der er 783 Partien bestritt, für die New York Islanders und Tampa Bay Lightning aktiv. Sein größter Karriereerfolg feierte Nabokow im Trikot der russischen Nationalmannschaft mit dem Gewinn der Weltmeisterschaft 2008.

## Karriere

### Juniorenzeit und Dynamo Moskau (bis 1997)
Nabokow spielte während seiner Juniorenzeit in seiner Geburtsstadt bei Torpedo Ust-Kamenogorsk, wo er in der Saison 1991/92 im Alter von 16 Jahren sein Debüt in der Wysschaja Liga, der höchsten russischen Spielklasse, gab. Neben ihm gehörte mit Witali Jeremejew ein weiteres kasachisches Torhütertalent dem Kader an. Nach drei Jahren im Kader der ersten Mannschaft und einem kasachischen Meistertitel im Spieljahr 1993/94 wurde er im NHL Entry Draft 1994 in der neunten Runde an Position 219 – und somit kurz nach seinem Teamkollegen Jeremejew – von den San Jose Sharks ausgewählt. Nach dem Draft heuerte er beim HK Dynamo Moskau in der MHL an, wo er regelmäßig zum Einsatz kam und in seinem zweiten den Titel des IHL-Meisters sowie im dritten Jahr dort den Titel des IHL-Pokalsiegers errang. Des Weiteren spielte er mit der Mannschaft in der Saison 1996/97 in der durch die Internationale Eishockey-Föderation IIHF ins Leben gerufene European Hockey League. Der gebürtige Kasache, der zum besten Torhüter des Wettbewerbs ernannt wurde, führte sein Team bis ins Finale, wo es allerdings dem finnischen Vertreter TPS Turku unterlag.

### Bei den San Jose Sharks (1997–2010)
Nach drei Jahren bei Dynamo wechselte Nabokow im Sommer 1997 nach Nordamerika.

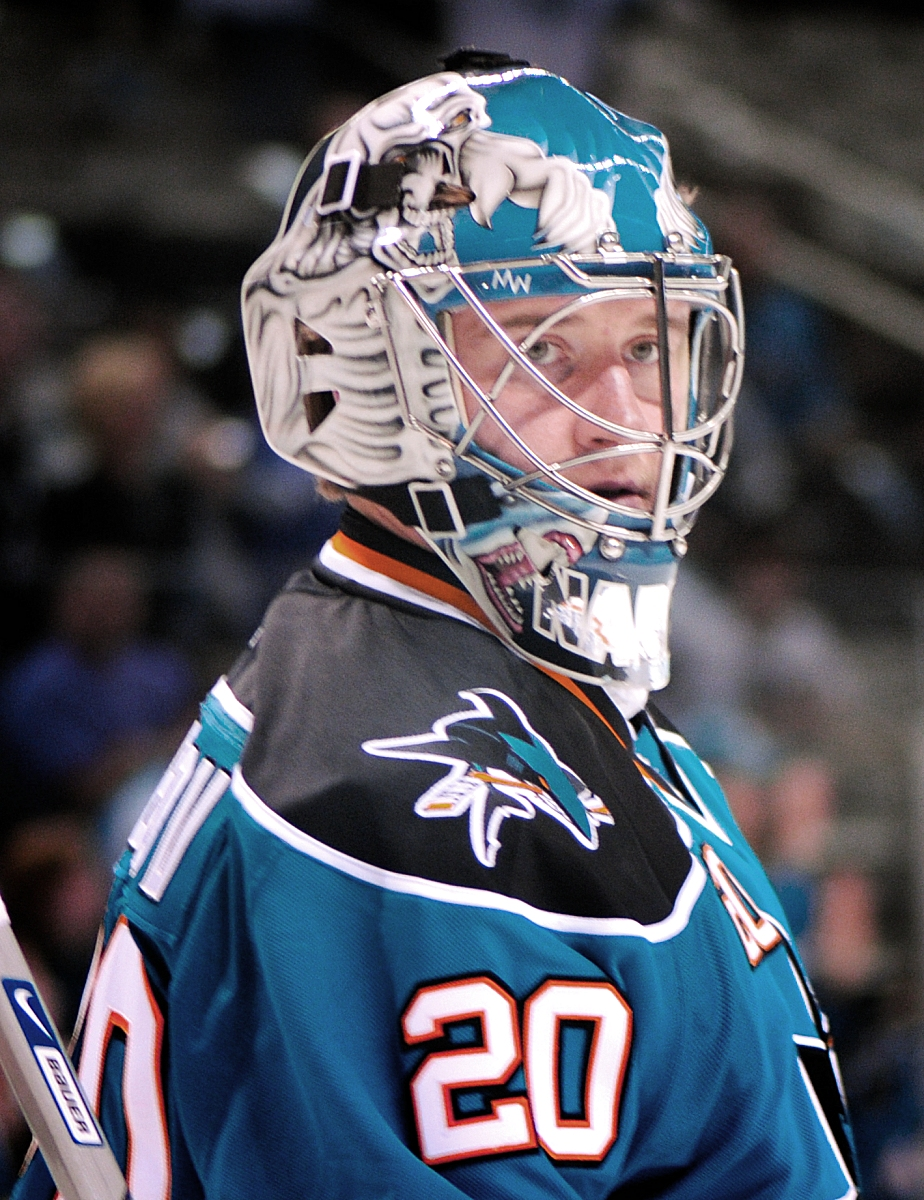
Nabokow im Trikot der San Jose Sharks

Dort kam er in der American Hockey League bei den Kentucky Thoroughblades zum Einsatz, die damals als Farmteam der San Jose Sharks fungierten. Nachdem er dort zwei komplette Spielzeiten verbracht hatte, absolvierte er am 1. Januar 2000 sein erstes Spiel für die San Jose Sharks in der NHL, als er 15 Minuten vor Spielende für Steve Shields eingewechselt wurde. Am 19. Januar durfte er das erste Mal von Anfang an zwischen den Pfosten stehen. Gegen die Colorado Avalanche stand es nach 60 Minuten immer noch 0:0 und in den fünf Minuten Verlängerung änderte sich daran nichts. So konnte er in seinem ersten Spiel seinen ersten Shutout feiern, aber bis zum Ende der Saison kam er trotzdem nur auf elf Spiele. Ab der Saison 2000/01 war er die Nummer 1 bei den Sharks. Dafür hatte San Jose in der Sommerpause viel investiert. Sowohl die Minnesota Wild als auch Columbus Blue Jackets wurden mit insgesamt zwei Spielern und vier Draft-Picks entschädigt, damit sie darauf verzichteten, den im Expansion Draft ungeschützten Torwart auszuwählen. Er absolvierte in seiner Rookiesaison 66 Spiele, schaffte sechs Shutouts und 32 Siege, spielte im NHL All-Star Game und erhielt am Ende der Spielzeit zum Lohn die Calder Memorial Trophy als bester Rookie des Jahres. Damit ist er der einzige, nicht in Nordamerika geborene Torhüter, dem diese Ehre zuteilwurde. Die folgende Saison verlief ähnlich positiv und erneut konnte Nabokow mit den Sharks in die Playoffs einziehen, was in der Spielzeit 2002/03 aber nicht gelang. Noch vor der Spielzeit hatte Nabokow um eine bessere Bezahlung gekämpft und war deshalb kurz vor dem Saisonstart in einen sogenannten Holdout getreten. Bereits nach wenigen Spielen hatte das Management San Joses jedoch festgestellt, dass sie inzwischen sehr von den Leistungen des eingebürgerten Russen abhängig waren und hatten ihm einen neuen Vertrag zu verbesserten Konditionen angeboten. Doch in der Saison 2003/04 meldeten sich die Sharks wieder zurück. Nabokow spielte nach dem verpatzten letzten Jahr wieder eine sehr gute Saison und zeigte in den Playoffs überragende Leistungen. Allerdings war im Conference-Finale Endstation.
Da die NHL-Saison 2004/05 aufgrund des Lockouts ausfiel, wechselte Nabokow für die Saison nach Russland zurück und schloss sich dem HK Metallurg Magnitogorsk aus der Superliga an. Für den Klub zeigte er in 14 Hauptrunden- und 5 Playoff-Partien solide Leistungen. Zur Saison 2005/06 kehrte der Torwart wieder in die NHL zurück, spielte aber das schlechteste Jahr seiner Karriere. Besonders in der zweiten Hälfte der Saison konnte er sein Leistungspotential nicht mehr abrufen und wurde vom Finnen Vesa Toskala als Nummer 1 verdrängt. Trotzdem unterzeichnete er im Februar 2006 einen neuen Vertrag über vier Jahre mit einem Gesamtsalär von 21,5 Millionen US-Dollar. Nachdem Toskala in den Playoffs mehrere Fehler unterlaufen waren, die zum Ausscheiden in der zweiten Runde geführt hatten, starteten beide als gleichberechtigte Stammtorhüter in die Saison 2006/07 und wechselten sich regelmäßig ab. Nabokow präsentierte sich wieder in sehr guter Verfassung. Als sich Toskala im Februar 2007 verletzte, war Nabokow in Bestform, schaffte innerhalb von vier Spielen drei Shutouts und übernahm schließlich wieder den Posten als Stammtorhüter.
Im Sommer 2007 entschied sich das Management der San Jose Sharks schließlich einen ihrer beiden Torhüter abzugeben. Da die Wahl auf Toskala fiel und mit Dimitri Pätzold zunächst nur ein mäßig talentierter Torhüter im Kader für die Saison 2007/08 stand, erhielt der gebürtige Kasache unangefochten den Stammplatz im Tor. Aufgrund seiner Leistungen im Saisonverlauf wurde er nach sieben Jahren erstmals wieder zum NHL All-Star Game eingeladen und war am Saisonende einer der drei Finalisten für den Gewinn der Vezina Trophy. Bei der Wahl unterlag er jedoch Martin Brodeur, den er aber bei der Benennung des NHL First All-Star Teams ausstechen konnte. Auch die folgenden beiden Jahre war er der Stammtorhüter der Sharks und schaffte als zweiter Torhüter überhaupt in drei aufeinander folgenden Spielzeiten mindestens 40 Siege zu feiern.

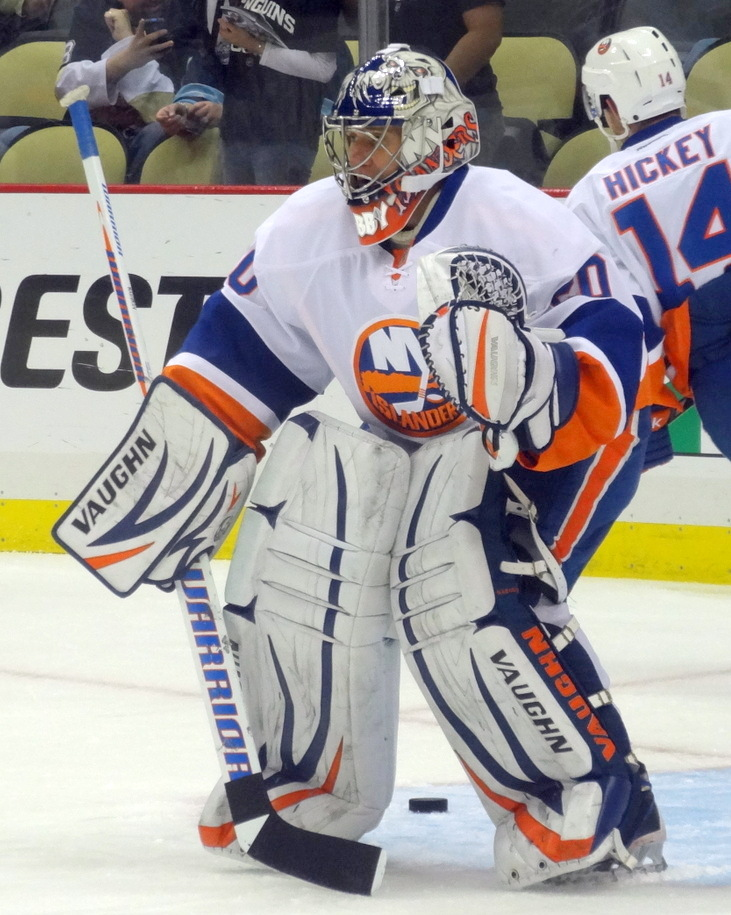
Nabokow im Tor der New York Islanders

### Wechsel in die KHL und Rückkehr nach Nordamerika (2010–2011)
Im Juli 2010 verließ Nabokow nach insgesamt elf Jahren die San Jose Sharks und kehrte nach Russland zurück, wo er einen Vierjahresvertrag beim SKA Sankt Petersburg aus der Kontinentalen Hockey-Liga erhielt. In Sankt Petersburg konnte der russische Nationaltorwart nicht an seine Form der Vorjahre anknüpfen und hatte in seinen 22 Saisoneinsätzen einen Gegentorschnitt von 3,02 bei einer Fangquote von 88,8 Prozent. Da auch die Mannschaft insgesamt weit hinter den Erwartungen zurückblieb, löste Nabokow im Dezember 2010 bereits nach fünf Monaten seinen Vertrag mit SKA auf. Nach einigen Wochen als vertragsloser Spieler kehrte er am 20. Januar 2011 nach Nordamerika zurück, als er einen Einjahresvertrag bei den Detroit Red Wings unterschrieb. Allerdings musste Nabokow laut der NHL-Regularien noch 24 Stunden auf der Waiver-Liste verbringen, von wo ihn jedes der anderen 29 Teams auswählen konnte. Letztlich sicherten sich die New York Islanders – als in der Tabelle schlechtplatziertestes Team, das Interesse zeigte – am 22. Januar die Dienste des Torhüters. Dieser weigerte sich jedoch zunächst, für die Islanders zu spielen, woraufhin diese ihn drei Tage später bis auf weiteres suspendierten. Sein NHL-Debüt für die Islanders gab er schließlich am 15. Oktober 2011 in der Partie gegen die New York Rangers.
Am 14. Januar 2012 erreichte Nabokow als 26. Spieler der NHL-Historie den Meilenstein von 300. Karrieresiegen während der regulären Saison.
Im Sommer 2014 verließ er die Islanders und schloss sich den Tampa Bay Lightning an, bei denen er allerdings nur knapp eine halbe Saison blieb. Im Februar 2015 kehrte er zu den San Jose Sharks zurück, um wenige Tage später das Ende seiner aktiven Karriere bekannt zu geben. Im September 2015 verkündete das Management der San Jose Sharks, dass Nabokow dem Franchise als Scout und Torwarttrainer erhalten bleiben werde. Nachdem er zunächst als Development Coach im Torwartbereich tätig gewesen war, wurde er im Dezember 2019 regulärer Torwarttrainer der Sharks. Seit 2022 ist er dort zudem „Director of Goaltending“.

### International
Obwohl Nabokow russischer Staatsbürger ist, wurde ihm durch die Internationale Eishockey-Föderation IIHF lange verwehrt für die russische Nationalmannschaft zu spielen, da er als Juniorenspieler für Kasachstan bei der Eishockey-Weltmeisterschaft 1994 aufs Eis gegangen war. Erst im Jahr 2005 erlaubte ihm die IIHF für Russland zu spielen. Daher nahm er an den Olympischen Winterspielen 2006 in Turin teil, wo er drei Shutouts feiern konnte und in sieben Spielen fünf Siege gelangen. Das russische Team belegte nach der Niederlage gegen Tschechien den vierten Platz. Im Jahr 2008 bestritt er seine ersten WM-Spiele seit 14 Jahren, obwohl er bereits bei der Eishockey-Weltmeisterschaft 2005 im russischen Kader gestanden hatte. Nabokow schloss bei der Weltmeisterschaft an seine Leistung aus der vorangegangenen NHL-Saison an, nachdem er zum Beginn der Zwischenrunde zum Team gestoßen war. Mit zwei Shutouts im Viertel- und Halbfinale sowie starken Paraden im Finale war er maßgeblich am ersten Weltmeistertitel der Russen seit den Titelkämpfen 1993 beteiligt. Er wurde aufgrund seiner Leistungen ins All-Star-Team der Weltmeisterschaft gewählt und als bester Torhüter ausgezeichnet. Ebenso wurde der gebürtige Kasache für die Olympischen Winterspiele 2010 in Vancouver nominiert. Als erneuter Stammtorhüter war er mit seinen schwankenden Leistungen mitverantwortlich für das Viertelfinal-Aus der Russen.
Zudem war Nabokow in den Kader Russlands für den World Cup of Hockey 2004 berufen worden. Da es sich nicht um ein vom Weltverband veranstaltetes Turnier handelte, benötigte der Russe auch keine offizielle Starterlaubnis der IIHF. Wegen einer Verletzung musste er eine Teilnahme allerdings absagen.

## Erfolge und Auszeichnungen

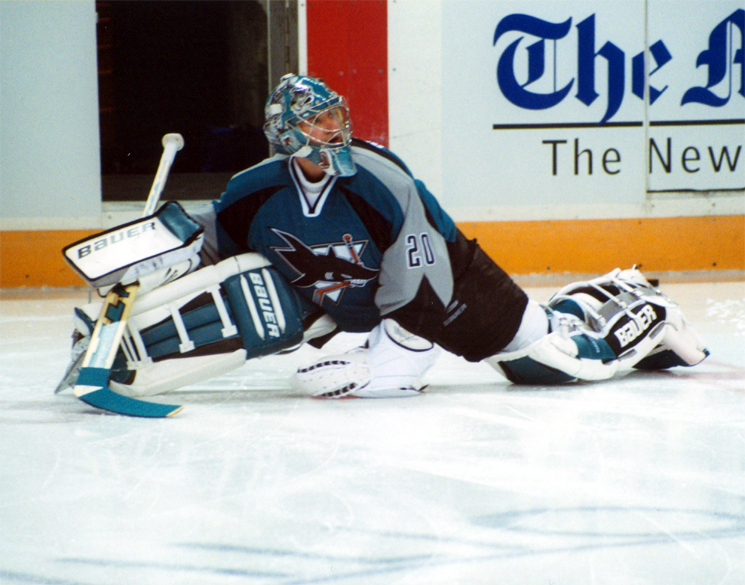
Nabokow beim Aufwärmen

| - 1994 Kasachischer Meister mit Torpedo Ust-Kamenogorsk - 1995 MHL-Meister mit dem HK Dynamo Moskau - 1996 MHL-Pokalsieger mit dem HK Dynamo Moskau - 1997 Bester Torhüter der European Hockey League - 2000 NHL-Rookie des Monats November - 2000 NHL-Rookie des Monats Dezember - 2001 Teilnahme am NHL All-Star Game | - 2001 Calder Memorial Trophy - 2001 NHL All-Rookie Team - 2002 NHL-Spieler des Monats Februar - 2004 NHL-Defensivspieler des Monats Februar - 2008 Teilnahme am NHL All-Star Game - 2008 NHL First All-Star Team - 2009 Verdienter Meister des Sports Russlands |

### International
- 2008 Goldmedaille bei der Weltmeisterschaft
- 2008 Bester Torhüter der Weltmeisterschaft
- 2008 All-Star-Team der Weltmeisterschaft

## Karrierestatistik

### International
| Vertrat Kasachstan bei: - C-Weltmeisterschaft 1994 | Vertrat Russland bei: - Olympischen Winterspielen 2006 - Weltmeisterschaft 2008 - Olympischen Winterspielen 2010 - Weltmeisterschaft 2011 |

(Legende zur Torhüterstatistik: GP oder Sp = Spiele insgesamt; W oder S = Siege; L oder N = Niederlagen; T oder U oder OT = Unentschieden oder Overtime- bzw. Shootout-Niederlage; Min. = Minuten; SOG oder SaT = Schüsse aufs Tor; GA oder GT = Gegentore; SO = Shutouts; GAA oder GTS = Gegentorschnitt; Sv% oder SVS% = Fangquote; EN = Empty Net Goal; 1 Play-downs/Relegation; Kursiv: Statistik nicht vollständig)